# Rue de Vichy
La rue de Vichy est une voie du 15e arrondissement de Paris, en France.

## Situation et accès
La rue de Vichy est une voie publique située dans le 15e arrondissement de Paris. Elle débute en impasse et se termine au 5, rue Malassis.

## Origine du nom
Elle porte le nom de la ville de Vichy, dans le département de l'Allier.

## Historique
La voie est ouverte et prend sa dénomination actuelle en 1906.